# Iglesia de San Polo (Venecia)
La iglesia de San Polo (en italiano, Chiesa di San Polo) es un edificio religioso de la ciudad de Venecia (Italia), situado en el sestiere o distrito de San Polo, en el homónimo campo.
Pertenece a la diócesis del Patriarcado de Venecia. Está construida en estilo gótico.

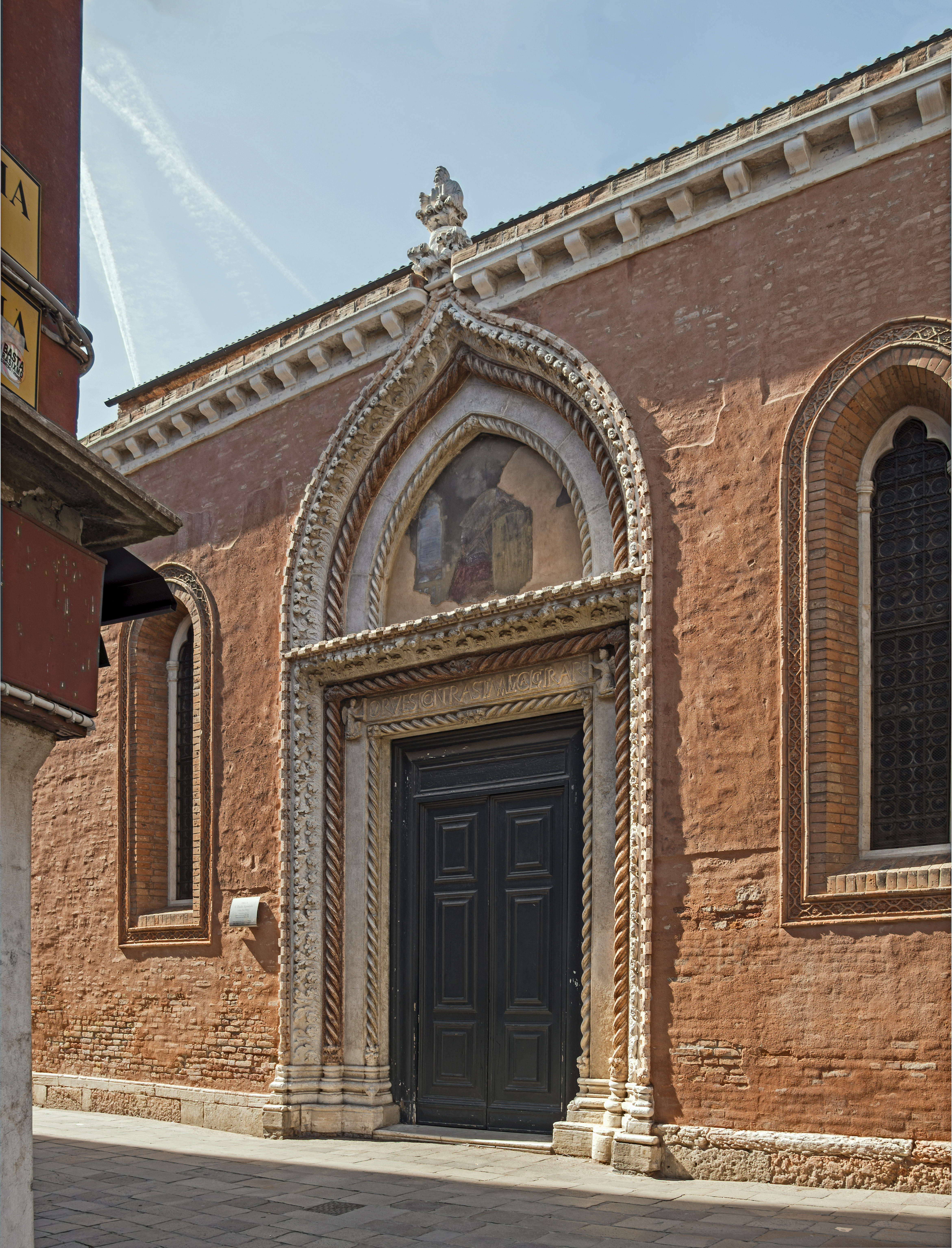
La puerta gótica de la 'Salita San Polo'.
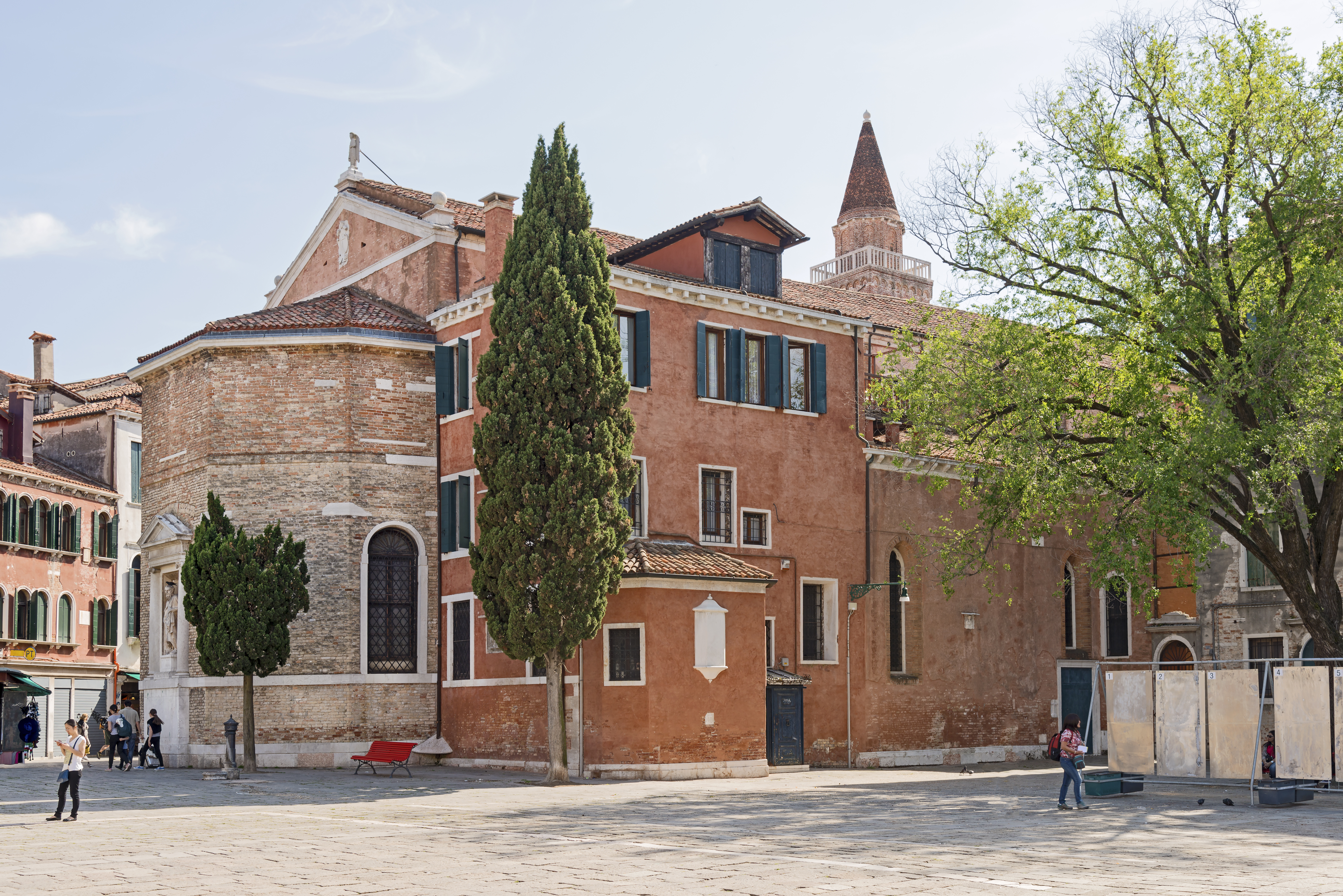
El ábside.